# AIM (fusil d'assaut)
Pour les articles homonymes, voir AIM.
 (février 2018).

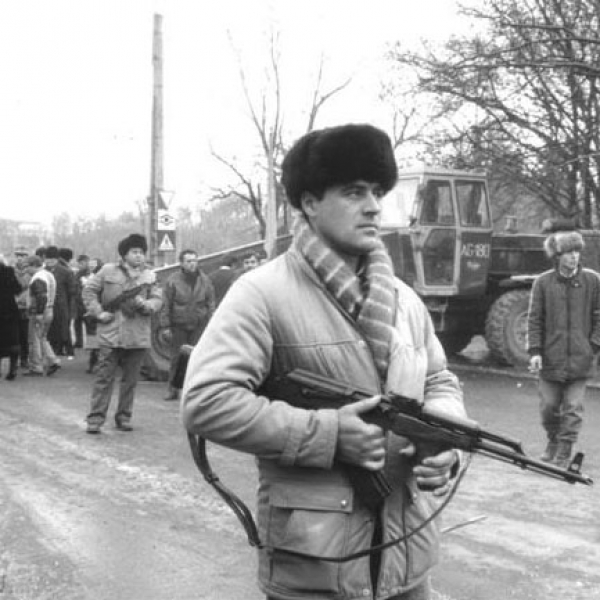
Un citoyen roumain en 1989 avec un PM Md 63 de fabrication roumaine. L'orientation de la poignée antérieure vers l'avant est typique de l'AIM.

Le fusil d'assaut AIM est la variante roumaine de l'AKM soviétique. Dans l'armée roumaine, il est connu comme le PM Md 63 (pour Pistol Mitralieră model 1963/1965 soit pistolet-mitrailleur modèle 1963/1965).

## Présentation

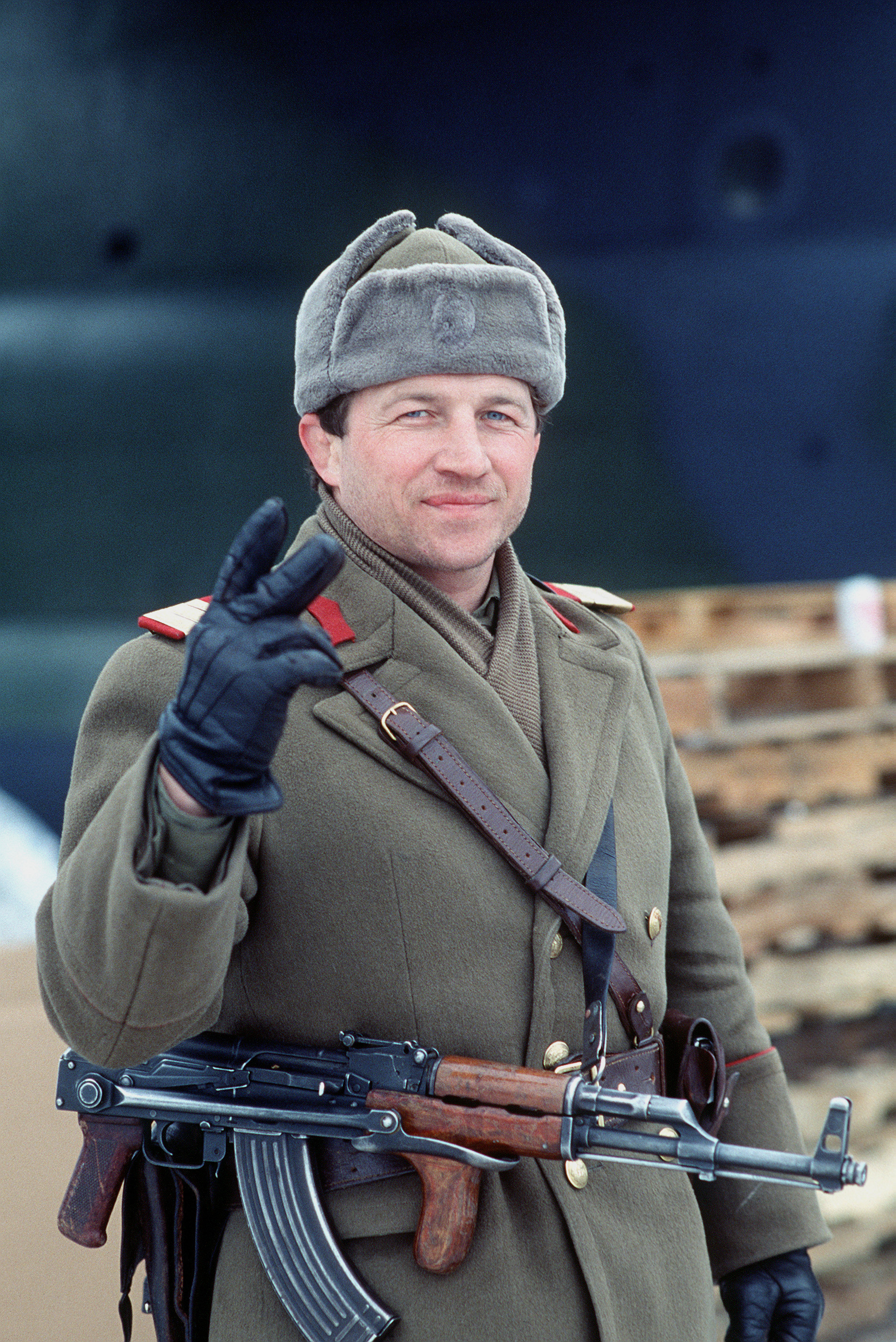
Un sous-officier roumain avec un md PM. 65 lors de la Révolution roumaine de 1989. L'orientation de la poignée antérieur vers l'arrière est typique de l'AIMS.

## Aspects techniques de l'AIM
Le PM md. 63 reprend les caractéristiques générales du modèle soviétique :
- Mécanisme : emprunt des gaz ; tir sélectif (coup par coup ou rafale libre).
- Matériaux : alliage métallique pour la carcasse et le chargeur, acier pour le canon, contre-plaqué pour les crosses, fût et garde-main et plastique pour la poignée pistolet.
- Munition : 7,62 × 39 mm M43
- Magasin : 30 cartouches (900 g rempli)
- Masse du fusil vide : environ 3,45 kg (modèle 63) / 3,2 kg (modèle 65)
- Longueur du fusil (AIMS avec crosse repliée): 880 mm (650 mm)
- Longueur du canon: 415 mm (compensateur non compris).
- Cadence de tir réelle : 600coups par minute
- Portée pratique : 450 m.

## Diffusion

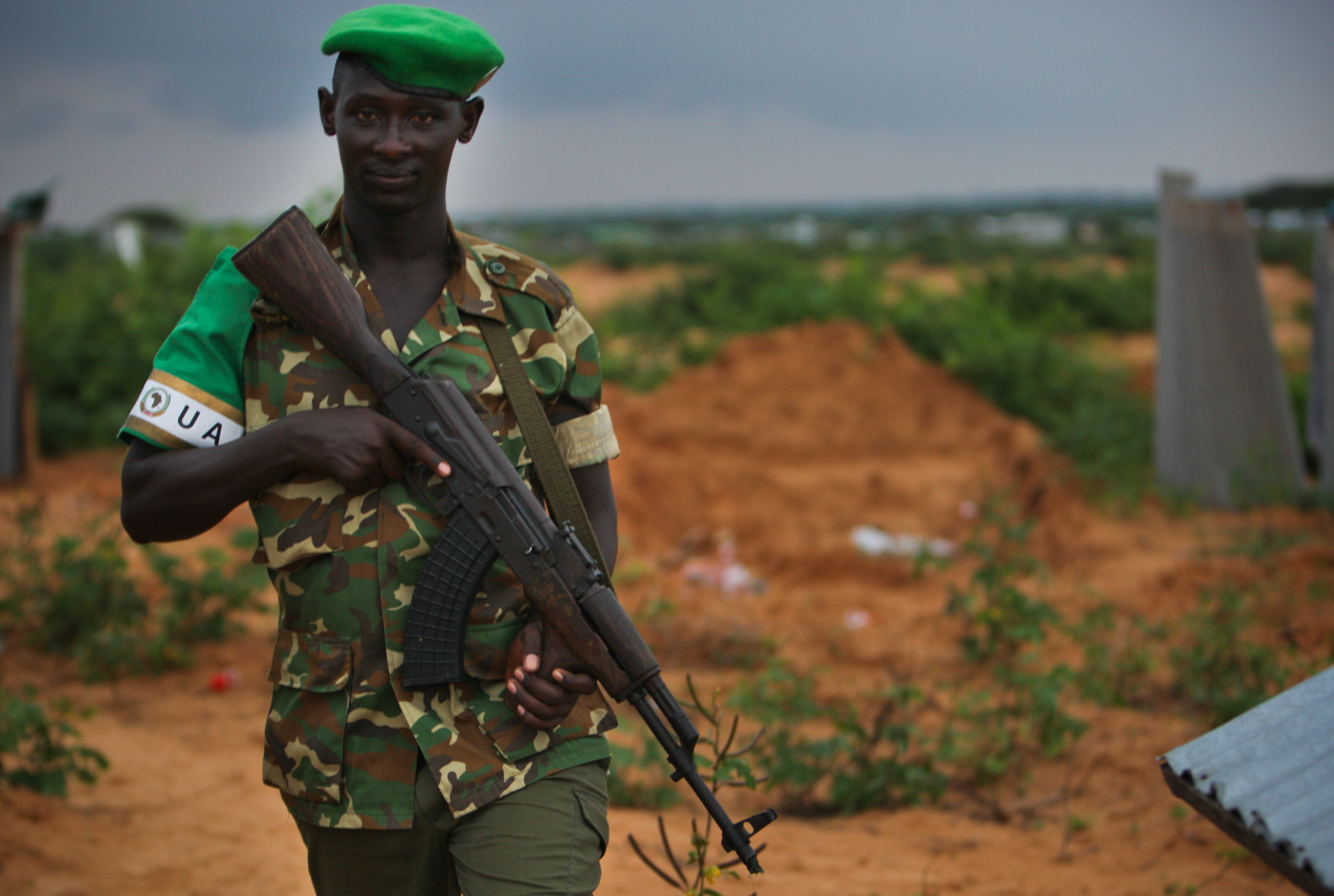
Somalie, 2011 : un soldat burundais de l'Amisom armé d'une AIM. Son arme est équipée d'un chargeur en plastique type AR-M1.

Ces armes ont été livrées à l'armée roumaine. Elles ont ainsi connu la Révolution roumaine de 1989. Les soldats roumains, armés d'AIM mais aussi d'AI-74, placés sous  commandement des États-Unis et/ou de l'OTAN, ont été engagés en Irak et en Afghanistan.
Les AKM roumains ont été largement exportées, notamment en Afghanistan, en Angola, en Arabie saoudite, au Bangladesh, en République démocratique du  Congo, en Croatie, en Gambie, en Georgie, en Irak, en Iran, en Inde, au Liberia, au Liban, en Libye ; Mozambique, en Moldavie, au Nicaragua, en Palestine, au Sierra Leone, en Slovénie, en Syrie etc. Les guerres d'Afghanistan, Conflit israélo-palestinien, entre iran et Irak comme les guerres civiles libérienne, sierra léonaise, syrienne ou encore la Guerre des dix jours et celles Congo-Kinshasa virent un emploi massif des Kalachnikovs fabriquées à Cugir.
Les PM Md 63/65 armaient (et arment encore) de nombreuses guérillas et autres organisations terroristes...  Ainsi la  Jamahiriya arabe libyenne en fournit une partie à l'IRA provisoire qui en usa lors du conflit nord-irlandais. De son côté la CIA fournissait même aux Contras des AIM (saisis par Tsahal sur les Milices palestiniennes lors de l'Opération Paix en Galilée) alors que l'Armée populaire sandiniste recevait les siens de Cuba lors de la Révolution sandiniste.

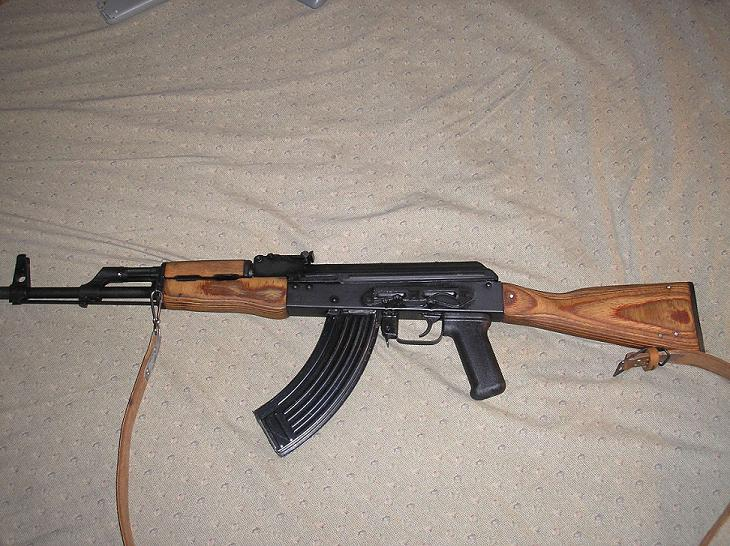
La carabine semi-automatique WASR-10 GP roumaine en 7,62 M43 pour le marché civil US.

À l'image de la SKS, le marché civil nord-américain a engendré de nombreuses versions semi-automatiques de l'AKM. Ainsi les Roumains ont lancé la gamme des WASR en divers calibres (.22 LR, 5, 45 mm M74, .223 Remington et 7,62 mm M43).